# Gary Neist
Gary Allen Neist (ur. 1 listopada 1946 w Albert Lea) – amerykański zapaśnik walczący w stylu klasycznym. Olimpijczyk z Monachium 1972, gdzie odpadł w eliminacjach w kategorii 74 kg.
Odpadł w eliminacjach mistrzostw świata w 1971 roku.